# 1080° Snowboarding
1080° Snowboarding — компьютерная игра о сноуборде. Разработчик игры — Nintendo EAD, игра издана Nintendo. В 1998 году игра вышла для Nintendo 64, в 2008 году — для Virtual Console игровой приставки Wii. В игре необходимо управлять одним из пяти сноубордистов. В игре доступно 8 уровней, на них игрок может совершать прыжки и трюки, для этого используется определённая комбинация кнопок. Управление происходит от третьего лица.
О том, что игра 1080° находится в разработке, объявили в ноябре 1997 года; в течение 9 месяцев после этого игра вышла. Игра получила награду Академии интерактивных искусств и наук. Игра была продана около миллиона раз. В ноябре 2003 года было выпущено продолжение игры: 1080° Avalanche для Nintendo GameCube.

## Игровой процесс
Игрок управляет сноубордистом. В игре есть несколько режимов. 2 из них связаны с трюками (Trick Attack и Contest), в трёх режимах необходимо пройти трассу как можно быстрее (Race, Time Attack, Multiplayer). Есть также тренировка и настройки. Цель игрока — либо достичь финиша как можно быстрее, либо набрать максимальное количество очков за выполнение трюков.
В режимах игры, связанных с трюками, игрок получает баллы за выполнение трюков. В режиме Contest баллы выдаются как за выполнение трюков, так и за пересечение флажков. В режиме Trick Attack необходимо выполнить серию трюков. В игре 25 трюков, чтобы выполнить трюк, используются кнопки R и B, а также анализируется положение рукоятки джойстика, число баллов зависит от сложности трюка и времени выполнения трюка. В игре выделены 2 типа трюков: в ходе одних трюков сноубордист подхватывает сноуборд, а в ходе других вращает доску. Трюк «вращение сноуборда на 1080°» требует выполнить 9 действий, больше, чем любой другой трюк в игре.

Демонстрация игрового процесса

В режимах, связанном с гонками, для победы нужно выбирать верный маршрут и правильно выполнять приземление при прыжке. Трюки не учитываются при определении победителя. В режиме Match Race необходимо сразиться с ИИ, управляющим сноубордом. В игре подсчитывается время и нанесённый игроку урон (игроку наносится урон, если сноубордист падает). Можно выбрать уровень сложности. Если игрок проиграл, он должен повторить заезд. Игроку предоставляется 3 попытки, если он не смог победить ИИ, игра окончена.

### Выбор сноуборда и сноубордиста
Игрок может выбрать одного из 5 сноубордистов: причём двое сноубордистов — из Японии, по одному — из Канады, США и Великобритании. У каждого из сноубордистов различные скорость движения, техника выполнения трюков и вес. Ещё 3 сноубордиста открываются при прохождении определённых уровней игры. Можно также выбрать один из 8 сноубордов: 9-й сноуборд по умолчанию закрыт, но его можно сделать доступным при прохождении игры. Сноуборды также различаются по характеристикам.

## Разработка
О том, что ведётся разработка игры, было объявлено 21 ноября 1997 года на Nintendo SpaceWorld. Рабочее название игры — Vertical Edge Snowboarding. Помимо этой игры, в 1998 году для Nintendo 64 выпустили Big Mountain 2000 и Snowboard Kids. В январе 1998 года журналисты могли играть в 1080° на Nintendo Gamers.
1080° программировали 2 англичанина, игра была разработана и опубликована Nintendo, продюсером стал Сигэру Миямото. Эти же два англичанина ранее были программистами игры Wave Race 64, которая имела коммерческий успех и была продана более миллиона раз. При разработке использовалась технология skinning[прояснить переводом]. Использовалась также инверсная кинематика, создавались объекты, появление которых при столкновении зависело от направления движения, объекта, с которым столкнулся участник, и скорости движения. Игра продвигает и рекламирует наряды Томми Хилфигера. Композитор Кэнта Нагата, писавший саундтрек к игре, также создавал саундтреки для Mario Kart 64 и других игр Nintendo.
Разработка игры длилась с апреля или мая 1997 года по март 1998 года. Игра вышла 28 февраля 1998 года в Японии и 31 марта 1998 года в Северной Америке. В Европе игра вышла гораздо позже, 30 ноября 1998 года, так как Nintendo хотела увеличить продажи за счёт этого.

## Отзывы
| Сводный рейтинг | Сводный рейтинг |
| Агрегатор       | Оценка          |
| --------------- | --------------- |
| GameRankings    | 89,60 %         |

1080° Snowboarding, согласно Metacritic, получила «в целом благоприятные» отзывы. Игра получила награду Академии интерактивных искусств и наук Console Sports Game of the Year 1999. Обозреватель GameSpot Джош Смит назвал игру «одной из лучших среди спортивных и гоночных игр». 1080° Snowboarding считалась одной из лидирующих игр о сноуборде, по мнению критика IGN Ливая Бьюкенена: «Все последующие игры о сноуборде позаимствовали многое у „формулы“ игры Nintendo». Журнал Edge назвал игру «самым убедительным компьютерным симулятором сноуборда» и отметил, что, в отличие от других игр Nintendo, выпущенных в то время, в ней присутствует «трезвая» атмосфера.
По мнению авторов некоторых источников, графика игры была одной из лучших среди игр на Nintendo 64, доступных в то время. В Smith высоко оценили графику игры (учитывались четкость изображения, детализация и количество графических ошибок). Были отмечены проработанное и верное движение сноубордиста с точки зрения физики, камера, высокая скорость движения сноубордиста, эффекты, связанные со снегом (так, было отмечено, что солнце отражается в снегу, а также то, что по-разному ведут себя естественный и искусственный снег). В игре были замечены проблемы, связанные с графикой: всплывающие окна, лишняя тень, лаг, из-за которого сноубордист иногда «проходил сквозь дерево». Тем не менее, эти ошибки в целом были названы незначительными.
Edge обнаружил, что ИИ в игре получает незаслуженное преимущество. Критиковались отсутствие сложных алгоритмов игры у ИИ, а также тот факт, что соперник быстро догонял игрока в конце гонки. Было отмечено, что ИИ движется по «ограниченному количеству маршрутов», игрок может запомнить, где именно ИИ падает, поэтому его обгон не принесёт ему никакой радости. Edge также счёл, что задерживать выпуск игры в некоторых странах не стоило, эта идея, по мнению журнала «откровенно нелепа». Они полагали, что игра могла стать популярной без особых проблем, так как у Nintendo в то время не было значимых игр. В своей статье для AllGame Шон Сакенхайм назвал «высокотехнологичной» систему управления, несмотря на её сложность. Алекс Константидес[уточнить] в статье для Computer and Video Games остался доволен системой управления, причём не согласился с тем, что сноубордистом сложно управлять. GameSpot заявил, что игрок должен быть «полностью вовлечён» в процесс управления и отметили, что управление сноубордистом, сидящим на корточках, на крутых поворотах, делает игру забавной.
Критикам понравилась музыка. Так, критик IGN назвал саундтрек «ярким», а Сакенхайм, критик AllGame, назвал саундтрек «одним из лучших саундтреков N64 на тот момент». Он также отметил звуковые эффекты игры. В обзоре, опубликованном Official Nintendo Magazine в 2006 году, Стив Джарратт отметил, что 1080° Snowboarding «крайне реалистично изображает снег», также он упомянул о звуковых эффектах. Также был высоко оценён мультиплеер. Подводя итог, Джарратт сказал, что «это была игра о сноуборде, без чего-либо необычного, но быстрая и весёлая». Official Nintendo Magazine назвал игру 87-й среди лучших игр, доступных на Nintendo. По мнению работников журнала, эта игра — «самая реалистичная игра о сноуборде».
По данным PC Data, организации, отслеживавшей продажи игры в США, на конец 1998 года игра была продана 817 529 раз и заработала 40,9 млн долларов. Таким образом, игра стала 7-м бестселлером среди игр этого года, выпущенных на Nintendo 64. По окончательным сведениям, в США игру купили 1 230 000 раз, в Японии — 23 000 раз. Однако успех этой игры был меньше, чем у Wave Race 64 (продана 1 950 000 раз в США и 154 000 в Японии). В 2003 году было выпущено продолжение игры: 1080° Avalanche. Игра выпускалась для GameCube. Однако к сиквелу критики предъявили больше претензий: так, в Gamespot отметили «ограниченный геймплей и проблемы с частотой кадров». В 2008 году игра 1080° Snowboarding° вышла повторно: на этот раз — на Wii Virtual Console.

## Комментарии
1. ↑  При прохождении игры можно открыть ещё 3 сноубордистов.